# Daewoo Espero
Daewoo Espero (type J) (i nogle spansktalende lande kaldet Daewoo Aranos) var en bilmodel fra det sydkoreanske bilmærke GM Daewoo. Modellen blev bygget i Sydkorea mellem oktober 1990 og september 2000.
I Europa blev bilen solgt mellem februar 1995 og juni 1997 og var den ene af to bilmodeller (den anden var Nexia) i Daewoos oprindelige europæiske modelprogram.

## Teknik og udstyr
Teknisk set var Espero baseret på den i sommeren 1981 introducerede Opel Ascona C (GM J-platform), men havde sit eget karrosseri designet af Bertone. Med en længde på 4,61 m tilhørte modellen den store mellemklasse. I modsætning til Opel Ascona, som også fandtes som combi coupé, fandtes Espero kun som firedørs sedan.
I hele den tid hvor Espero blev markedsført i Europa, fandtes den med tre forskellige benzinmotorer fra 66 kW (90 hk) til 77 kW (105 hk). Det af fabrikanten opgivne brændstofforbrug lå mellem 6,3 og 7,3 liter normalbenzin pr. 100 km.

## Navnets oprindelse
Navnet Espero betyder "håb" på Esperanto. Daewoo Espero blev i Østeuropa også solgt som Chevrolet og blev i 1997 afløst af Daewoo Leganza. Esperos nærmeste konkurrent på det koreanske hjemmemarked var Hyundai Sonata.
I nogle, men ikke alle spansktalende lande (f.eks. ikke Argentina og Chile) hed bilen Daewoo Aranos, da ordet Espero betyder "jeg venter" på spansk. Et sådant navn skønnedes ikke at være ret salgbart.

## Tekniske data
|                                                | 1.5                             | 1.8                             | 2.0                             |
| Motordata                                      |                                 |                                 |                                 |
| Motorkode                                      | A15MF                           | C18LE                           | C20LE                           |
| Motortype                                      | R4-benzinmotor                  | R4-benzinmotor                  | R4-benzinmotor                  |
| Antal ventiler pr. cylinder                    | 4                               | 2                               | 2                               |
| Ventilstyring                                  | DOHC, tandrem                   | OHC, tandrem                    | OHC, tandrem                    |
| Fødesystem                                     | Multipoint                      | Multipoint                      | Multipoint                      |
| Trykladning                                    | –                               | –                               | –                               |
| Køling                                         | Vandkøling                      | Vandkøling                      | Vandkøling                      |
| Boring × slaglængde                            | 76,5 × 81,5 mm                  | 84,8 × 79,5 mm                  | 86,0 × 86,0 mm                  |
| Slagvolume                                     | 1498 cm³                        | 1796 cm³                        | 1998 cm³                        |
| Kompressionsforhold                            | 9,2:1                           | 8,8:1                           | 8,8:1                           |
| Maks. effekt ved omdr./min.                    | 66 kW (90 hk) 4800              | 70 kW (95 hk) 5400              | 77 kW (105 hk) 5000             |
| Maks. drejningsmoment ved omdr./min.           | 137 Nm 3600                     | 145 Nm 2800                     | 169 Nm 2600−3000                |
| Kraftoverførsel                                |                                 |                                 |                                 |
| Drivende hjul                                  | Forhjul                         | Forhjul                         | Forhjul                         |
| Gearkasse (standardudstyr)                     | 5-trins manuel                  | 5-trins manuel                  | 5-trins manuel                  |
| Gearkasse (ekstraudstyr)                       | 4-trins automatisk              | 4-trins automatisk              | 4-trins automatisk              |
| Præstationer                                   |                                 |                                 |                                 |
| Topfart                                        | 170 km/t (167 km/t)             | 180 km/t (173 km/t)             | 185 km/t (180 km/t)             |
| Acceleration 0-100 km/t                        | 12,8 sek. (14,7 sek.)           | 11,0 sek. (13,1 sek.)           | 10,8 sek. (12,9 sek.)           |
| Brændstofforbrug pr. 100 km ved blandet kørsel | 6,3 liter (7,3 liter) Blyfri 91 | 7,0 liter (7,3 liter) Blyfri 91 | 6,8 liter (7,3 liter) Blyfri 91 |
| Bemærkninger                                   |                                 |                                 |                                 |
|                                                | Ikke egnet til E10-brændstof    |                                 |                                 |

1. 1 2  For visse eksportlande 66 kW (90 hk) ved 5250 omdr./min. / 131 Nm ved 4000 omdr./min.
2. ↑  Værdier i parentes gælder for versioner med automatgear